# Русская православная армия
1-й батальон 5-й бригады «Оплот» «Русская православная армия» — вооружённое формирование, созданное в мае 2014 года в ходе войны на востоке Украины. Командир и один из основателей — Михаил Верин.

## Идеология
Символами Российской православной армии является флаг, основой которой используется флаг России с соборным крестом и изображением Георгия Победоносца, и Георгиевская лента. Русская православная армия своей целью ставит реализацию реваншистских идей, связанных с распадом СССР, а особенно с расширением и защитой Русского мира. Также есть русский национализм, русский православный терроризм, украинофобия, антикатолицизм, антипротестантизм.

## История
Создана из ряда малых групп сепаратистов — «Русская добровольческая армия», «Сармат», «Православный Донбасс», «Подразделение „Щит“». По словам одного из неназванных бойцов РПА, её участники не имели специальной военной подготовки, кроме обычной службы в армии по призыву, в то время как другой отмечает, что треть вооружённого формирования составляют люди с боевым опытом. Штаб РПА располагался в захваченном сепаратистами здании СБУ в Донецке.
По собственным оценкам, численность «Русской православной армии» первоначально составляла около ста человек, в дальнейшем, в ходе эскалации конфликта между властями Украины и сторонниками независимости ЛНР и ДНР, количество участников возросло до 350 и 500, а позднее — до 4000.
В июне 2014 года участвовала в вооружённых столкновениях под Мариуполем и в Амвросиевском районе Донецкой области.
Тогда же председатель Синодального информационно-просветительского отдела Украинской православной церкви Московского патриархата протоиерей Г. И. Коваленко в интервью интернет-изданию «Бульвар Гордона» отметил, что люди, которые воюют на Донбассе, включая И. И. Стрелкова и А. Ю. Бородая, «говорят, будто бы защищают „русский православный мир“», в то время как «Русская православная церковь не благословляла „Русскую православную армию“ воевать за „русский мир“», и указал, что «Церковь осуждает так называемое „политическое православие“, когда в борьбе для достижения земных целей используют религиозную риторику и символику».
Тогда же председатель Синодального отдела по делам пастырской опеки казачества Украинской православной церкви Московского патриархата архиепископ Запорожский и Мелитопольский Лука (Коваленко) выпустил официальное обращение к верующим, где отметив, что, «с прискорбием узнав из средств массовой информации, что на территории Запорожского края формируются военизированные подразделения так называемой „Русской Православной Армии“», указал, что «участие в подобных формированиях не благословляется».
Тогда же общественный советник секретаря Совета национальной безопасности Украины Н. С. Якубович, ранее взятый в плен бойцами РПА, после своего освобождения в интервью радиостанции «Радио Свобода» указал, что «Русская православная армия» представляет собой часть харьковской организации «Оплот», отмежевавшейся от неё из-за какого внутреннего конфликта и взявшей себе текущее название. По словам Якубовича, интересовавшегося внутренним устройством РПА, он «стал спрашивать их о православии» и пришёл к выводу о том, что «люди, которые называют себя „Русской православной армией“, к православию никакого отношения не имеют», поскольку «в основе их идеологии лежит неоязычество», а также подчёркивал, что сами они «говорят, что православие — это правильная древняя вера, а ножки растут у них из РНЕ, „Русского национального единства“». Кроме того, Якубович отметил, что среди тех людей, с кем у него получилось побеседовать, он «не видел россиян, там были местные пророссийские активисты, имеющие контакты с РНЕ, а также, думаю, контакты с российскими спецслужбами».
В том же июне 2014 года в городе Славянске четверо мужчин из пятидесятнической церкви «Преображение Господне» были задержаны неизвестными лицами (предположительно бойцами батальона «Русская православная армия» Народного ополчения Донбасса) и впоследствии обнаружены убитыми.
Согласно докладу (октябрь 2015 года) Бюро по демократии, правам человека и труду Государственного департамента США в начале июля 2014 года «вооружённые люди ДНР, именующие себя Русская православная армия, похитили священника УГКЦ Тихона Кульбаку». Сам Кульбака утверждал это в ноябре 2014 года интервью Lapido Media.
По информации (июль 2014 года) пресс-центра АТО Министерства обороны Украины, имел место конфликт между «Русской православной армией» и другим вооружённым формированием сепаратистов — батальоном «Восток». Также в сообщении пресс-центра отмечено, что сепаратистов из РПА «обвиняют в мародёрстве, а также в уклонении от непосредственного участия в боевых действиях», однако никаких доказательств данные сообщения не получили.

## Принадлежность
В ноябре 2014 года заместитель председателя Отдела внешних церковных связей Украинской православной церкви Московского патриархата протоиерей Н. Н. Данилевич в комментарии для информационного портала «Православие в Украине», отметив, что «так называемая „Русская православная армия“, действующая на Донбассе, не имеет никакого отношения к Украинской Православной Церкви», обратил внимание на то, что «люди, которые банально используют элементы православной веры для своей идеологии», включая слово «православная» в своём названии, при этом не имеют «ничего общего с Православной Церковью». Кроме того, Данилевич указал, что «учёные, с которыми мне довелось общаться, говорят, что так называемая „Русская православная армия“ по своей сути очень напоминает так называемое „Исламское государство Ирака и Леванта“», и выразил надежду, что «эти люди прекратят компрометировать Украинскую Православную Церковь своими самоназвание и действиями».
Историк и социолог религии Н. А. Митрохин в мае 2016 года в интервью Религиозно-информационной службе Украины, указав на то, что «нет очевидных связей» РПА с Русской православной церковью, отметил, что «маргинальная группировка делает отсылку к большинству, исходя из своих рациональных факторов» и стремясь привлечь к себе «внешних спонсоров, хотя на самом деле это часть движения „Русское национальное единство“, которое возглавляет псевдосхимник Александр Баркашов, живущий с парою жён под Москвой». Кроме того, Митрохин считает, что, если не «использовать жёсткую формулировку, что это „псевдоправославная“ группировка», то, тем не менее, «можно констатировать, что это движение точно не имеет отношения к официальным организациям РПЦ».